# كلورات الباريوم
 كلورات باريوم  مركب كيميائي له الصيغة Ba(ClO3)2 ، ويكون على شكل بلورات بيضاء.

## الخواص
تشتعل كلورات الباريوم بلهيب أخضر تتميز بالخواص مؤكسده تتفاعل مع حمض الكبريتيك للتكون كبريتات الباريوم وحمض الكلوريك ثم إلى حمض البيراكلوريك المستخدم في صناعه المتفجرات

## التحضير
يحضر كلورات الباريوم بالتفاعل كلورات الفضة مع كلوريد الباريوم المنحل